# 元昌 (濟南王)
元昌（?—?年），字法顯，河南郡洛阳县（今河南省洛阳市东）人，魏太武帝拓跋燾曾孙，臨淮懿王拓跋提之子。
元昌在居父母喪期之時，哀號孺慕，令人感動。宣武帝元恪在位時，復封元昌為臨淮王，但是未拜而薨。贈齊州刺史，谥号康，追改封濟南王。

## 家庭

### 兄弟
- 元祜，东魏卫将军、徐州刺史、武强孝穆子
- 元孚，西魏太尉、扶风文简王
- 元颖，北魏员外郎

### 儿子
- 元彧，北魏骠骑大将军、开府仪同三司、司徒、临淮文穆王
- 元秀，第二子[1]
- 元孝友，北齐光禄大夫、临淮县公